# Підводні човни типу «Люцці»
Підводні човни типу «Люцці» (італ. Classe Liuzzi) — клас військових кораблів з 4 крейсерських підводних човнів, випущених італійською суднобудівельною компанією Franco Tosi, Таранто у 1939—1940 роках. Субмарини цього типу входили до складу Королівського військово-морського флоту Італії та брали активну участь у боях Другої світової війни. У вересні 1940 року три човни цього типу були переведені на базу BETASOM в Бордо (окупована Франція) і почали діяти проти судноплавства союзників в Атлантиці. У 1943 році два з них були переобладнані в транспортні підводні човни для походів до Японії. Усі чотири човни загинули за часи Другої світової війни.

## Підводні човни типу «Люцці»
Позначення
| № | Корабель               | На честь             | Закладено       | Спущено         | У строю           | Статус |
| - | ---------------------- | -------------------- | --------------- | --------------- | ----------------- | --- |
| 1 | «Дженерале Люцці»      | Альберто Люцці       | 1 жовтня 1938   | 19 вересня 1939 | 21 листопада 1939 | 27 червня 1940 року атакований на південь від Криту британськими есмінцями «Дейнті», «Айлекс», «Дікой», «Дефендер» та австралійським есмінцем «Вояджер» і затоплений                                       |
| 2 | «Альпіно Баньоліні»    | Альпіно Баньоліні    | 15 грудня 1938  | 28 жовтня 1939  | 22 грудня 1939    | 8 вересня 1943 року після капітуляції Італії захоплений німцями, перейменований на UIT-22. 11 березня 1944 року затоплений поблизу мису Доброї Надії британською ескадрильєю летючих човнів PBY «Каталіна» |
| 3 | «Капітано Тарантіні»   | Рафаеле Тарантіні    | 5 квітня 1939   | 7 січня 1940    | 16 січня 1940     | 15 грудня 1940 року потоплений британським ПЧ «Тандерболт» в естуарії Жиронди |
| 4 | «Реджинальдо Джуліані» | Реджинальдо Джуліані | 10 березня 1939 | 3 грудня 1939   | 3 лютого 1940     | 14 лютого 1944 року затоплений британським ПЧ «Теллі-Го» у Малаккській протоці |